# Lettország elnökeinek listája
Ez a szócikk Lettország köztársasági elnökeit mutatja be.
| Név (született–meghalt)                      | Portré                                       | Hivatali idő                                 | Hivatali idő                                 | Párt                                         | Megjegyzés                                      |
| Név (született–meghalt)                      | Portré                                       | Hivatalba lépett                             | Hivatal vége                                 | Párt                                         | Megjegyzés                                      |
| az Első Lett Köztársaság elnökei (1918–1940) | az Első Lett Köztársaság elnökei (1918–1940) | az Első Lett Köztársaság elnökei (1918–1940) | az Első Lett Köztársaság elnökei (1918–1940) | az Első Lett Köztársaság elnökei (1918–1940) | az Első Lett Köztársaság elnökei (1918–1940)    |
| -------------------------------------------- | -------------------------------------------- | -------------------------------------------- | -------------------------------------------- | -------------------------------------------- | ----------------------------------------------- |
| Jānis Čakste (1859–1927)                     |                                              | 1918. december 17.                           | 1927. március 14.                            | Demokratikus Közép                           |                                                 |
| Pauls Kalniņš (1872–1945)                    |                                              | 1927. március 14.                            | 1927. április 8.                             | Lett Szociáldemokrata Munkáspárt             | Ideiglenesen.                                   |
| Gustavs Zemgals (1871–1939)                  |                                              | 1927. április 8.                             | 1930. április 11.                            | Demokratikus Közép                           |                                                 |
| Alberts Kviesis (1881–1944)                  |                                              | 1930. április 11.                            | 1936. április 10.                            | Lett Gazdák Szövetsége                       |                                                 |
| Kārlis Ulmanis (1877–1942)                   |                                              | 1936. április 11.                            | 1940. július 21.                             | független                                    | Egyszerre köztársasági elnök és miniszterelnök. |
| a Második Lett Köztársaság elnökei (1991–)   |                                              |                                              |                                              |                                              |                                                 |
| Anatolijs Gorbunovs (1942–)                  |                                              | 1991. augusztus 21.                          | 1993. július 8.                              | Lett Út                                      |                                                 |
| Guntis Ulmanis (1939–)                       |                                              | 1993. július 8.                              | 1999. július 8.                              | Lett Gazdák Szövetsége                       |                                                 |
| Vaira Vīķe-Freiberga (1937–)                 |                                              | 1999. július 8.                              | 2007. július 8.                              | független                                    |                                                 |
| Valdis Zatlers (1955–)                       |                                              | 2007. július 8.                              | 2011. július 8.                              | független                                    |                                                 |
| Andris Bērziņš (1944–)                       |                                              | 2011. július 8.                              | 2015. július 8.                              | Zöldek és Gazdálkodók Szövetsége             |                                                 |
| Raimonds Vējonis (1966–)                     |                                              | 2015. július 8.                              | 2019. július 8.                              | Lett Zöld Párt                               |                                                 |
| Egils Levits (1955–)                         |                                              | 2019. július 8.                              | 2023. július 8.                              | független                                    |                                                 |
| Edgars Rinkēvičs (1973–)                     |                                              | 2023. július 8.                              | Hivatalban                                   | Egység                                       |                                                 |